# The Green Inferno
The Green Inferno és una pel·lícula de terror caníbal del 2013 dirigida per Eli Roth, amb un guió de Roth i Guillermo Amoedo. És protagonitzada per Lorenza Izzo, Ariel Levy, Daryl Sabara, Kirby Bliss Blanton, Sky Ferreira, Magda Apanowicz , Nicolás Martinez, Aaron Burns, Ignacia Allamand, Ramón Llao i Richard Burgi. La pel·lícula segueix una dona jove que s'uneix a un grup d'activistes que fa un viatge a l'estranger, on finalment es troben amb una tribu caníbal.
La pel·lícula es va inspirar i serveix com a homenatge al cinema italià caníbal de finals dels anys setanta i principis dels vuitanta, particularment l'Holocaust caníbal (1980), que inclou una pel·lícula-din-una-pel·lícula titulada The Green Inferno.
The Green Inferno es va estrenar al Festival Internacional de Cinema de Toronto el 8 de setembre de 2013 i es va estrenar a les sales el 25 de setembre de 2015 per High Top Releasing i BH Tilt. La pel·lícula va guanyar 12,9 milions de dòlars amb un pressupost d'1 milió de dòlars i va rebre ressenyes negatives de la crítica.

## Argument
La estudiant de primer any d’universitat, la Justine, s'interessa per un grup activista social d'estudiants liderat per Alejandro i la seva xicota Kara. El grup planeja un viatge a la selva amazònica per aturar una empresa petroquímica de tallar boscos i desplaçar tribus natives filmant-les i reproduint imatges per crear consciència. Justine suggereix que podria cridar l'atenció sobre el problema a través del seu pare, un advocat de les Nacions Unides.
L'operació està finançada per Carlos, un narcotraficant que coneix el grup al Perú. Viatgen en vaixell fins al lloc de construcció i comencen la seva protesta, encadenant-se a les excavadores mentre filmen la neteja del terreny. Arriba una milícia privada contractada per l'empresa, i quan Justine gairebé és assassinada per un oficial, la protesta es fa viral. El grup és arrestat, però Carlos suborna la policia perquè els alliberi. Surten en avió, però el motor de l'avió explota i s'estavella a la selva, matant a diverses persones, inclòs Carlos.
Mentre els supervivents busquen un telèfon GPS, Kara sent alguna cosa a prop. Tanmateix, quan va a comprovar, una tribu nativa emergeix i la mata amb una fletxa abans de tranquil·litzar els altres, portar-los al seu poble i empresonar-los. Quan un ancià de la tribu i el líder dels caçadors de caps maten Jonah i alimenten les seves restes a la seva tribu, Alejandro revela que la protesta es va organitzar en benefici d'una empresa petroquímica rival dirigida pel seu pare perquè pogués centrar-se en altres projectes d'activisme, per a consternació dels altres. La tribu posa a prova Justine, Amy i Samantha per la seva virginitat. En saber que Justine és verge, se la porten per a una cerimònia de mutilació genital mentre les altres dues dones són retornades. L'Alejandro diu al grup que es quedi allà i que esperen els equips de neteja de la següent companyia petroquímica, però intenten escapar. Durant un xàfec, distreuen a un vigilant mentre la Samantha s'escapa i s'amaga en una canoa, i Justine és retornada però no recorda res de la seva prova.
La tribu alimenta els presoners amb carn estranya. Com que és vegana, l'Amy menja de mala gana, només per descobrir un tros de pell al seu bol amb un dels tatuatges de la seva xicota Samantha. Adonant-se que van ser alimentats amb les restes de Samantha, Amy trenca el bol i utilitza un fragment per suïcidar-se. En veure una oportunitat, en Lars embota marihuana a la gola de l'Amy, amb l'esperança de drogar la tribu quan se la mengin. Quan el seu pla té èxit, la Justine i el Daniel escapen, però l'Alejandro, aterrit de ser atrapat i assassinat, decideix quedar-se, tranquil·litzant a Lars perquè li faci companyia. Quan Lars recupera la consciència, els membres de la tribu intoxicats se'l mengen viu.
Justine i Daniel arriben al lloc de l'accident i troben un telèfon, però són recuperats i retornats al poble. La tribu pinta i vesteix a Justine amb un encant tribal mentre un ancià lliga Daniel a una estaca, li trenca les extremitats i el deixa per ser menjat per les formigues. La notícia de l'arribada d'una tripulació de neteja del bosc fa que la tribu s'enfadi. Els guerrers marxen per enfrontar-s'hi, permetent a la Justine escapar amb l'ajuda d'un nen simpàtic amb el qual es va fer amistat abans. Daniel demana a Justine que el mati, però el nen ho fa després que ella es negui. L'Alejandro demana ajuda a Justine, però ella l'abandona i fuig, fins i tot es troba amb un gat negre que la salva durant la fugida. Trobant la milícia en una batalla contra la tribu, en què el caçador de caps i la majoria dels guerrers de la tribu són assassinats, convenç al líder de la milícia que és nord-americana i, malgrat que la milícia amenaça de matar-la, utilitza el telèfon per fingir filmar la lluita perquè la batalla acabés pacíficament, i la porten a un lloc segur.
A Nova York, menteix al seu pare i a altres treballadors del govern en una entrevista, dient que era l'única supervivent de l'accident d'avió, que els nadius eren amables i que van ajudar al seu grup abans de ser massacrats per la milícia de la petroquímica. Un temps després, la Justine veu un grup d'activistes amb samarretes amb la cara d'Alejandro.
En una escena posterior als crèdits, la germana d'Alejandro, Lucia, es posa en contacte amb Justine per informar-li d'una foto de satèl·lit que mostra l'Alejandro encara viu a la selva, vestit de pintura tribal negra.

## Repartiment
- Lorenza Izzo com a Justine, una estudiant de primer any
- Ariel Levy com a Alejandro,[1] leader of an activism group
- Daryl Sabara com a Lars
- Kirby Bliss Blanton com a Amy[1]
- Magda Apanowicz com a Samantha[1]
- Sky Ferreira com a Kaycee,[1] Justine's roommate
- Nicolás Martínez com a Daniel
- Aaron Burns com a Jonah[1]
- Ignacia Allamand com a Kara, xicota d’Alejandro
- Richard Burgi com a Charles, pare de Justine
- Matías López com a Carlos
- Paz Bascuñán com a Lucia (veu), suposada germana d’Alejandro

## Producció
El 17 de maig de 2012, al 65è Festival Internacional de Cinema de Canes, Eli Roth va anunciar que planejava dirigir un thriller de terror, The Green Inferno, amb Worldview Entertainment afirmant que finançarien i produirien la pel·lícula. Roth va escriure el guió amb Guillermo Amoedo. La producció va començar a la tardor de 2012 al Perú i Xile. A l'octubre de 2012, es va anunciar que el rodatge començaria al novembre al Perú. El 25 d'octubre, Roth va anunciar el repartiment complet de la pel·lícula. La fotografia principal va començar l'octubre de 2012 a Nova York, i el rodatge al Perú i en alguns llocs a Xile va començar el 5 de novembre de 2012.
Roth va dir en una entrevista al febrer de 2013 que volia que la pel·lícula semblés una pel·lícula de Werner Herzog o Terrence Malick. També ha dit que es va inspirar en pel·lícules italianes de caníbals com ara Holocaust caníbal i Cannibal ferox.

## Estrena
El 30 de juliol de 2013, es va anunciar que The Green Inferno s'estrenaria al Festival Internacional de Cinema de Toronto de 2013. La pel·lícula estava pensada per ser estrenada a les sales el 5 de setembre de 2014 per Open Road Films. Tanmateix, Worldview Entertainment va fer que Open Road el retirés del seu llançament original. La pel·lícula tenia projeccions secretes el 22 de setembre de 2013 al Fantastic Fest i el 25 d'abril de 2014, al Festival de Cinema de Stanley.
The Green Inferno es va estrenar al cinema als Estats Units el 25 de setembre de 2015, pel braç multiplataforma de Blumhouse Productions Tilt i High Top Releasing.Es va estrenar als cinemes filipins el 23 de setembre , 2015 per Solar Pictures. S'hi van presentar dues versions de la pel·lícula, depenent de la cadena de cinema: una versió "desinfectada" R-13 amb alguns detalls sanguinaris eliminats, el que va resultar en cinc minuts de metratge editat, i la versió R-18 sense tallar.

## Recepció

### Taquilla
La pel·lícula es va estrenar a 1.540 assistents, guanyant 3,5 milions de dòlars el cap de setmana d'estrena, ocupant el novè lloc a la taquilla nacional. Al final d'aquest recorregut, sis setmanes més tard, el 5 de novembre, la pel·lícula va recaptar 7,2 milions de dòlars als Estats Units i Canadà, i 5,7 milions a l'estranger per un total mundial de 12,9 milions de dòlars.

### Recepció crítica
A Rotten Tomatoes, la pel·lícula té una valoració del 38%, basada en 101 crítiques, amb una valoració mitjana de 4,9/10. El consens crític del lloc diu: "The Green Inferno pot ser que no guanyi a l'escriptor i director Eli Roth molts nous conversos, però els fans del seu talent per a l'espectacle sangnant haurien de trobar-lo com una diversió adequadament horripilant." A Metacritic, la pel·lícula té una puntuació de 38 sobre 100, basada en 19 crítics, que indica "crítiques generalment desfavorables".El públic enquestat per CinemaScore va donar a la pel·lícula una nota mitjana de "C− " en una escala d'A+ a F.
La pel·lícula va rebre una resposta positiva del novel·lista de terror Stephen King, que va escriure que la pel·lícula és "com un gloriós retrocés a les pel·lícules d'autocinema de la meva joventut: sagnant, apassionant, difícil de veure, però no es pot mirar cap a un altre lloc." Todd Gilchrist de The Wrap va donar a la pel·lícula una crítica negativa, afirmant: "Desafortunadament, l'abundant gore de Roth no pot ofendre ni emocionar. " Meredith Borders de Birth. Movies. Death., informant sobre FanTasia, va donar a la pel·lícula un avís més positiu: "The Green Inferno no deixa de banda: avança, exuberant i implacable en la seva brutalitat, No donar mai un segon a l'audiència per desencadenar-se. És una festa per als cercadors de gore, amb un missatge poc subtil sobre com l'activisme desinformat perjudica més del que ajuda. I és una explosió total".

### Controvèrsia
La pel·lícula va ser criticada per Survival International, que fa campanyes pels pobles indígenes i els pobles indígenes que viuen en aïllament voluntari, ja que reforçava el colonialisme i neocolonialisme, així com els seus estigmes contra els pobles indígenes, que els presenten com a salvatge
The film was criticized by Survival International, which campaigns for indigenous peoples and indigenous peoples living in voluntary isolation, as reinforcing colonialism and neocolonialism, as well as their stigmas against indigenous peoples, portraying them as savage. Roth va descartar aquest argument com a poc important per aturar l'explotació: "La idea que una pel·lícula de ficció sobre una tribu de ficció podria fer mal als indígenes d'alguna manera quan les companyies de gas estan destrossant aquests pobles en un dia a dia és senzillament absurd. Aquestes empreses no necessiten cap excusa, en tenen una, els recursos naturals al sòl. Poden aparèixer les coses com vulguin, però ningú destruirà un poble perquè no els agradava un personatge. en una pel·lícula, ho faran perquè volen fer-se rics drenant el que hi ha sota el poble. La por que d'alguna manera una pel·lícula els doni munició per destruir una tribu, tot sembla una ira mal dirigida i frustració que són les corporacions les que controlen els destins d'aquestes tribus no contactades."

### Mitjans domèstics
The Green Inferno es va publicar en DVD i Blu-ray el 5 de gener de 2016 per Universal Home Entertainment. El llançament inclou una versió del director i un comentari d'àudio de Roth, López, Izzo, Burns, Blanton i Sabara.

## Possible seqüela
El 7 de setembre de 2013, es va anunciar que es produiria una seqüela, titulada Beyond the Green Inferno i dirigida per Nicolás López. Des de maig de 2016, no hi havia més actualitzacions, a part d'articles referits a l'anunci original de 2013 i un únic comentari sense fonament, sense detalls de producció, que encara s'està considerant una seqüela.